# Humbershoe
Humbershoe var en civil parish 1866–1897 när det uppgick i Markyate, i grevskapet Hertfordshire i England. Civil parish var belägen 13 km från St Albans och hade 274 invånare år 1891.